# Mont Memuro
Le mont Memuro (芽室岳, Memuro-dake) est une montagne culminant à 1 753 m d'altitude dans les monts Hidaka de l'île de Hokkaidō au Japon. Le pic occidental du mont Memuro est le mont Pankenūshi.